# Tonight She Comes
A Tonight She Comes 2016-ban bemutatott amerikai horrorfilm. A filmet Matt Stuertz írta és rendezte.  
Az Amerikai Egyesült Államokban 2016. október 29-én mutatták be először, az Eerie Horror Film Festivalon. Ezután még több filmfesztiválon is vetítették amerikában, például a Buffalo Dreams Film Festivalon, a Panic Fest-en és a Phoenix International Horror & Sci-Fi Film Festivalon. 

## Szereplők
- Larissa White – Ashley
- Jenna McDonald – Felicity
- Frankie Ray – Francis
- Adam Hartley – Pete
- Dal Nicole – Kristy
- Nathan Eswine – James
- Brock Russell – Philip
- Cameisha Cotton – Lyndsey